# Клепач, Андрей Николаевич
Андрей Николаевич Клепа́ч (р. 4 марта 1959, Москва) — заслуженный экономист Российской Федерации, государственный деятель. В настоящее время — главный экономист государственной корпорации развития ВЭБ.РФ, председатель попечительского совета Института ВЭБ, созданного для работы над проектами ВЭБ, председатель Общественного совета при Федеральной службе государственной статистики. Входит в состав Морской коллегии при Правительстве Российской Федерации.
До этого работал заместителем главы Министерства экономического развития и торговли РФ с февраля 2008 по июль 2014 г., был директором департамента макроэкономического прогнозирования МЭРТ (2004—2008), исполнительным директором Фонда экономических исследований «Центр развития» (1999—2004). Кандидат экономических наук. Действительный государственный советник Российской Федерации 1 класса (2012).

## Биография
Андрей Николаевич Клепач родился 4 марта 1959 года в Москве.
В 1981 году Клепач окончил экономический факультет Московского государственного университета имени Ломоносова (МГУ), получив специальность экономиста, преподавателя политической экономии. С 1981 по 1984 год Клепач учился в аспирантуре и в 1987 году защитил диссертацию, получив степень кандидата экономических наук. До 1991 года Клепач проработал сначала ассистентом, а затем старшим преподавателем кафедры политической экономии экономического факультета МГУ. В 1996—1997 годах он был доцентом кафедры экономических проблем современного капитализма экономического факультета МГУ.
С 1991 до 1998 года Клепач работал в Институте народнохозяйственного прогнозирования РАН, где был ведущим (по другим данным — старшим) научным сотрудником, а затем — руководителем лаборатории. Одновременно с научно-исследовательской деятельностью он начал заниматься консалтингом: в 1995—1997 годах был экспертом Российско-европейского центра экономической политики. В 1999—2004 годах Клепач занимал должность исполнительного директора Фонда экономических исследований «Центр развития».
С начала 1990х годов А. Клепач совместно с А. Белоусовым участвует в работе аналитической группы Внешнеполитической ассоциации, которую также иногда называют «Группа Бессмертных» (по фамилии её основателя, экс-министра иностранных дел СССР Александра Бессмертных) в рамках регулярных тематических обсуждений и дискуссий группы.
В октябре — декабре 1997 года Клепач был экспертом в департаменте исследований Центрального банка Финляндии, а в июне — октябре 1998 года — директором департамента исследований Центрального банка России (ЦБ РФ).
В апреле 2004 года Клепач приказом главы министерства экономического развития и торговли РФ (МЭРТ) Германа Грефа был назначен руководителем департамента макроэкономического прогнозирования ведомства. Свой пост Клепач сохранил и после того, как в сентябре 2007 года МЭРТ возглавила Эльвира Набиуллина.
В феврале 2008 года Клепач занял должность заместителя главы МЭРТ, курирующего «вопросы прогнозирования, стратегического планирования, а также бюджетирования». «Коммерсант» связывал это назначение с тем, что Клепач относится к числу «людей, готовивших „план Путина“ до 2020 года и способных без промедления взяться за его выполнение».
В 2011 году Клепач заработал больше других чиновников Минэкономразвития — 24,2 миллиона рублей с учетом жилищной субсидии (20 миллионов рублей). В его собственности, согласно декларации, находились земельный участок площадью 0,1 гектара, квартира площадью 79 квадратных метров, доля в другой квартире площадью 77,3 квадратных метров, дача площадью 70 квадратных метров и автомобиль Skoda.
Неоднократно Клепач выступал с комментариями по поводу экономической ситуации в стране и в мире. В декабре 2008 года, когда стало понятно, что Россия тоже стала одной из многих стран, пострадавших от мирового финансового кризиса, чиновник признал, что «рецессия в Российской Федерации уже началась». По сведениям газеты «Ведомости», именно Клепачу было поручено составить прогноз социально-экономического развития России «с поправками на кризис» для правительства РФ, который он так и не представил. Одной из причин произошедшего называлось то, что «картина мира в прогнозе Клепача не соответствует политическим установкам: нельзя публиковать сведения о дешевом рубле, низком росте ВВП и падении промпроизводства». Таким образом, по мнению аналитиков издания, в возникшей ситуации Клепач, «тихий, интеллигентный замминистра… хороший экономист и неплохой чиновник», оказался «перед выбором: либо хороший экономист, либо неплохой чиновник». В феврале 2009 года министерство финансов представило руководству партии «Единая Россия», имевшей большинство мест в Государственной Думе, материалы, содержавшие прогноз Минэкономразвития на текущий год. Согласно ему, в 2009 году падение реальных доходов россиян должно составить 8,3 процента. Клепач эту цифру подтвердил.
Клепач с 1990 года является участником разработки годовых прогнозов развития российской экономики и отраслей промышленности по заказам МЭРТ, министерства финансов РФ и Госдумы. Он — автор более 50 научных публикаций. В настоящее время (январь 2017 г.) индекс Хирша по научным работам Клепача по базе РИНЦ равен 10 (http://elibrary.ru/author_profile.asp?authorid=250691).
С мая 2012 возглавляет кафедру макроэкономической политики и стратегического управления экономического факультета МГУ.
18 июля 2014 освобожден от должности замглавы Министерства экономического развития по его собственной просьбе.
С июля 2014 года — заместитель председателя ВЭБ.РФ (главный экономист), в 2014—2019 член Правления, председатель попечительского совета АНО «Институт Внешэкономбанка».

## Санкции
23 февраля 2023 года, на фоне вторжения России на Украину, внесён в санкционный список Канады «элит и близких соратников режима».
1 апреля 2023 года попал под санкции Украины как «причастный к продолжающемуся нарушению Россией суверенитета и территориальной целостности Украины».

## Награды
Заслуженный экономист Российской Федерации (2007). Отмечен Почётной грамотой Правительства РФ (2006) и Почётной грамотой Президента Российской Федерации (2009). Награждён Орденом Почёта (2011 г.).